# Mireana tawitawiensis
Mireana tawitawiensis (лат.) — вид молей-лецитоцерид, единственный в составе рода Mireana (Lecithoceridae). Название дано по имени места обнаружения (Tawi Tawi), а имя рода связано с корейским словом (mirae), означающем «будущее».

## Распространение
Филиппины (Тави-Тави, Tarawakan).

## Описание
Небольшие молевидные бабочки с размахом крыльев менее 1 см (длина крыльев около 5 мм). Отличается чрезвычайно длинными усиками (в 1,3 раза длиннее передних крыльев), отсутствием в крыльях жилок R1 и R5, бледно-светло-жёлтой окраской переднего крыла, необычно утолщенным и удлиненным 2-м сегментом губных щупиков. Мужские гениталии имеют широко вытянутый ункус с усеченной вершиной.

## Классификация
Вид был описан в 2020 году корейскими энтомологами и выделен в монотипический род Mireana (Lecithoceridae). По строению гениталий Mireana рассматривается близким к родам Torodora, Thubana, Deltoplastis, Caveana.